# South African Film and Television Awards
Pour les articles homonymes, voir Safta.
Les South African Film and Television Awards (SAFTA) (aussi appelés Cornes d'or) sont des récompenses du cinéma et de la télévision en Afrique du Sud. Elles sont décernées par la National Film and Video Foundation depuis 2006 et diffusées par la South African Broadcasting Corporation.

## Histoire
Le prix est créé en 2005 à l'initiative de la South African Film and Television Industry et de National Film and Video Foundation of South Africa. La cérémonie d'inauguration se tient en le 27 et 28 octobre 2006 à Johannesburg où 76 prix ont été remis.
En 2009, plus de 70 prix ont été remis,.
Les entrées de la cérémonie de 2015 étaient de 438, soit 7.3% de plus que l'année suivante.
Les objectifs principaux de la récompense est de mettre à l'honneur des créations cinématographiques et télévisées ainsi que les personnalités impliquées dans leurs productions. Le prix encourage aussi la création artistique et la découverte de nouveaux talents,.

## Catégories
Les prix SAFTA proposent aussi bien des prix pour les meilleurs acteurs, les meilleurs films (Goodbye Bafana, 2007) ou encore les séries télévisées (Culture Shock en 2013). Des prix spéciaux sont aussi décernés à l'occasion (Abigail Kubeka en 2014 pour l'ensemble de sa carrière).
SAFTA récompense aussi les personnes derrière les écrans, comme Roxanne Blaise nommée pour son travail de directrice dans Arendsvlei ou encore Sihle Hlophe pour le développement d'entreprise en 2021. 

### Cérémonies
Les présentateurs des cérémonies changent régulièrement. La cérémonie de février 2009 a été présenté par l’humoriste et l'animateur Trevor Noah. 
La cérémonie d'avril 2020 s'est déroulée à distance dans le cadre de la protection sanitaire contre le Covid 19.
| Cérémonie | Date            | Meilleur Film                  | Meilleure Actrice (Film) | Meilleur Acteur (Film) | Meilleure série TV        | Meilleure comédie TV | Meilleur Soap Opera |
| --------- | --------------- | ------------------------------ | ------------------------ | ---------------------- | ------------------------- | -------------------- | ------------------- |
| 1e SAFTA  | 28 octobre 2006 | Tsotsi                         | Quanita Adams            | Presley Chweneyagae    | Hard Copy                 | City Ses'la          | Isidingo            |
| 2e SAFTA  | 27 octobre 2007 | Goodbye Bafana                 | Pas de récompense        | Pas de récompense      | When We Were Black        | Laugh Out Loud       | Generations         |
| 3e SAFTA  | 7 février 2009  | Pas de récompense              | Pas de récompense        | Pas de récompense      | Bay of Plenty             | City Ses'la          | Isidingo            |
| 4e SAFTA  | 20 février 2010 | Shirley Adams                  | Denise Newman            | Kenneth Nkosi          | Sokhulu & Partners        | Family Bonds         | 7de Laan            |
| 5e SAFTA  | 27 février 2011 | Life, Above All                | Khomotso Manyaka         | Themba Ndaba           | Erfsondes                 | Proesstraat          | Rhythm City         |
| 6e SAFTA  | 10 mars 2012    | Black Butterflies              | Pas de récompense        | Deon Lotz              | Intersexsions             | Gauteng Maboneng     | Isidingo            |
| 7e SAFTA  | 17 mars 2013    | Material                       | Lindiwe Ndlovo           | Riaad Moosa            | 4Play: Sex Tips for Girls | Pas de récompense    | 7de Laan            |
| 8e SAFTA  | 5 avril 2014    | Of good report                 | Antoinette Louw          | Mathusi Magano         | Intersexsions             | ZA News              | 7de Laan            |
| 9e SAFTA  | 22 mars 2015    | Black by Edem, Henry-Kendall A | Thishiwe Ziqubu          | Jezriel Skei           | Swartwater                | ZA News              | Isibaya             |
| 10e SAFTA | 20 mars 2016    | Dis ek, Anna                   | Fulu Mughovani           | Mduduzi Mabaso         | Umlilo                    | ZA News              | Rhythm City         |
| 11e SAFTA | 16 mars 2017    | Sink                           | Shoki Mokgape            | Dann-Jacques Mouton    | Heist                     | Puppet Nation ZANews | The Road            |
| 12e SAFTA | 25 mars 2018    | Inxeba                         | Crystal-Donna Roberts    | Nakhane Touré          | Tjovitjo                  | Puppet Nation ZANews | Isibaya & Uzalo     |
| 13e SAFTA | 2 mars 2019     | Sew the Winter to My Skin      | Jill Levenberg           | Jarrid Geduld          | Lockdown                  | Tali's Wedding Diary | The River           |
| 14e SAFTA | 29 avril 2020   | Fiela se Kind                  | Clementine Mosimane      | Bongile Mantsai        | The Republic              | Pas de récompense    | Rhythm City         |
| 15e SAFTA | 21 mai 2021     | Toorbos                        | Tinarie Van Wyk-Loots    | Tshamano Sebe          | Blood & Water             | The Riviera          | Rhythm City         |